# قائمة مواقع التراث العالمي في قبرص

تحدد منظمة الأمم المتحدة للتربية والعلم والثقافة يونسكو جميع مواقع التراث العالمي ذات القيمة العالمية البارزة للتراث الثقافي أو الطبيعي والتي تم ترشيحها من قبل الدول الموقعة على اتفاقية التراث العالمي لليونسكو، والتي تم تأسيسها في عام 1972. يتكون التراث الثقافي من المعالم الأثرية (مثل الأعمال المعمارية أو المنحوتات الأثرية أو النقوش) ومجموعات المباني والمواقع (بما في ذلك المواقع الأثرية). تُعرَّف السمات الطبيعية (التي تتكون من تكوينات فيزيائية وبيولوجية)، والتكوينات الجيولوجية والفسيولوجية (بما في ذلك موائل الأنواع المهددة من الحيوانات والنباتات)، والمواقع الطبيعية المهمة من وجهة نظر العلم أو الحفظ أو الجمال الطبيعي، على أنها طبيعية التراث. قبلت جمهورية قبرص الاتفاقية في 14 أغسطس 1975، مما جعل مواقعها مؤهلة للإدراج في القائمة.
اعتبارًا من عام 2021، هناك ثلاثة مواقع للتراث العالمي في قبرص، وكلها مواقع ثقافية. كان أول موقع يتم إدراجه هو بافوس في عام 1980. في عام 1985، تم إدراج الكنائس المرسومة في منطقة ترودوس. اشتمل الترشيح الأصلي على تسع كنائس، وأضيف موقع إضافي إلى الموقع في عام 2001. وكان أحدث موقع تمت إضافته إلى القائمة هو موقع شويروكويتا في عام 1998 (مع إجراء تعديل طفيف على الحدود في عام 2012). في عام 2010، مُنحت المواقع الثلاثة في قبرص حالة حماية معززة من قبل لجنة حماية الممتلكات الثقافية في حالة نشوب صراع مسلح. بالإضافة إلى ذلك، تحتفظ قبرص أيضًا بأحد عشر عقارًا في قائمتها المؤقتة، ستة منها مرتبطة بترودوس أوفيوليت.

## القائمة

### القائمة الرئيسية
قائمة اليونسكو المواقع تحت عشرة معايير؛ يجب أن يفي كل إدخال بواحد على الأقل من المعايير. المعايير من الأول إلى السادس ثقافية، في حين أن المعايير من السابع إلى العاشر طبيعية.
| الاسم                            | الصورة                                           | الموقع                        | سنة التسجيل | النوع | ملاحظات |
| -------------------------------- | ------------------------------------------------ | ----------------------------- | ----------- | ----- | --- |
| بافوس                            | A colorful mosaic showing various people.        | منطقة بافوس                   | 1980        | ثقافي | بدأت عبادة آلهة الخصوبة قبل الهيلينية في قبرص في العصر الحجري الحديث (الألفية السادسة قبل الميلاد). كانت بافوس موقعًا لإحدى أقدم مستوطنات يونان الموكيانية. في القرن الثاني عشر قبل الميلاد، قاموا ببناء معبد مخصص لأفروديت، إلهة الحب والجمال، التي ولدت في الجزيرة، وفق الميثولوجيا الكلاسيكية. يتضمن الموقع الأثري بقايا الفيلات والقصور والحصون والمقابر المحفورة في الصخر. تم تزيين الفيلات بأرضيات من الفسيفساء، مع زخارف تمثل موضوعات من الأساطير ومن الحياة اليومية. تمتد هذه الفسيفساء ذات الجودة الفنية العالية من العصر الهلنستي إلى العصر البيزنطي. |
| الكنائس المرسومة في منطقة ترودوس | Fresco in Pedoulas of Constantine and his mother | منطقة ليماسول / منطقة نيقوسيا | 1985        | ثقافي | يضم هذا الموقع عشر كنائس وأديرة ريفية بنيت في جبال ترودوس من القرن الحادي عشر إلى القرن السادس عشر. تم تزيين الكنائس، مثل باناجيا تو أراكا وكنيسة القديس نيكولاس أوف ذا روف، بشكل غني بالجداريات. إنهم يوثقون أكثر من 500 عام من الرسم البيزنطي وما بعد البيزنطي ويعتبرون أمثلة على تطور الأساليب تحت التأثيرات الدولية. تم إدراج تسع كنائس في الأصل في عام 1985، وأضيفت كنيسة أخرى في عام 2001، واعتبرت كنيسة أخرى في القائمة المؤقتة. |
| شويروكويتا                       | Small white circular huts with flat roof.        | منطقة لارنكا                  | 1998        | ثقافي | شويروكويتا هي واحدة من أهم مواقع ما قبل التاريخ في شرق البحر الأبيض المتوسط. تم احتلالها بين الألفية السابعة والرابعة قبل الميلاد، في العصر الحجري الحديث. كانت المستوطنة عبارة عن منازل دائرية مبنية من الطوب اللبن والحجر ذات أسقف مستوية، وتحميها جدران متتالية. كان المجتمع الزراعي من السيراميك (بدون خزف). ومن بين النتائج التي تم العثور عليها أدوات صوان وعظام، وبقايا حيوانات ونباتات، وأواني حجرية، وتماثيل مجسمة من الحجر (واحدة من الطين). تم حفر جزء فقط من الموقع. تم إجراء تعديل طفيف على الحدود في عام 2012.                                   |

### القائمة الإرشادية المؤقتة
موقع رابع، كوريون، يقع داخل منطقة قاعدة السيادة البريطانية في أكروتيري، لكن تدار من قبل دائرة الآثار القبرصية. لا توجد مواقع تراث عالمي في قبرص الشمالية الذي تحتله تركيا.
| الاسم                                          | الصورة                                               | الموقع        | سنة التسجيل | النوع | ملاحظات |
| ---------------------------------------------- | ---------------------------------------------------- | ------------- | ----------- | ----- | --- |
| كنيسة بانايا خريسوكورداليوتيسا، كوردالي        |                                                      | منطقة نيقوسيا | 2002        | ثقافي | تعتبر كنيسة بانايا خريسوكورداليوتيسا ذات اللوحات من أوائل القرن السادس عشر على الطراز الإيطالي البيزنطي امتدادًا للكنائس المرسومة في منطقة ترودوس. |
| مستوطنة فيكاردو الريفية                        | Old houses with red roofs, a hill in the background. | منطقة نيقوسيا | 2002        | ثقافي | قرية فيكاردو هي مستوطنة ريفية تقليدية في بيئة جبلية. إنه يحافظ على الهندسة المعمارية والخصائص من القرنين الثامن عشر والتاسع عشر. |
| ماثياتيس جنوب                                  |                                                      | منطقة نيقوسيا | 2002        | مختلط | هذا الموقع هو جزء من ترودوس أوفيوليت، وهو جزء مكشوف من القشرة المحيطية عمره 90 مليون عام تم الحفاظ عليه جيدًا للغاية. كانت المنطقة موقعًا مهمًا للتعدين، كما يتضح من صالات العرض والإعلانات من العصر الروماني. |
| كيونيا                                         |                                                      | منطقة نيقوسيا | 2002        | طبيعي | هذا الموقع جزء من ترودوس أوفيوليت كيونيا هو مثال على مجمع السد المغطى بالصفائح الذي يسمح بدراسات عمليات الانتشار والتغيير الحراري المائي للقشرة المحيطية. |
| شاندريا                                        |                                                      | منطقة ليماسول | 2002        | طبيعي | هذا الموقع جزء من ترودوس أوفيوليت. يوضح شاندريا العمليات الصخرية في القشرة المحيطية، مع وجود غرف صهارة متعددة صغيرة عند الانتشار والتلال. |
| ترودوس، جبل أوليمبوس                           | Mountain covered with snow                           | منطقة ليماسول | 2002        | طبيعي | هذا الموقع جزء من ترودوس أوفيوليت. في جبل أوليمبوس، يكون الجزء السفلي من القشرة المحيطية وتسلسل الوشاح العلوي مكشوفًا جيدًا ويمكن دراسة عمليات القشرة السفلية والوشاح وإثباتها. |
| جسر مالونتا                                    |                                                      | منطقة نيقوسيا | 2002        | طبيعي | هذا الموقع جزء من ترودوس أوفيوليت. في هذا الموقع، نتوءات صخرية على طول جدران وادي أكاكي وروافده تعطي أمثلة ممتازة لكل من الحمم والهياكل الموجودة في الجزء العلوي من القشرة المحيطية. |
| جسر كليرو                                      |                                                      | منطقة نيقوسيا | 2002        | طبيعي | هذا الموقع جزء من ترودوس أوفيوليت ويقع بالقرب من جسر مالونتا. يقدم مثالًا ممتازًا لكيفية انتشار قاع البحر مع أسراب السدود التي تظهر اقتحام السد-إنديك بين شاشات الحمم. |
| كنيسة القديسين برنابا وهيلاريون في بيريستيرونا | Stone church with domes and a spire.                 | منطقة نيقوسيا | 2004        | ثقافي | كنيسة ذات خمس قباب للقديس برنابا وسانت هيلاريون. |
| كنيسة باناجيا أنجيلوكتيستي                     | Stone church, front view.                            | منطقة لارنكا  | 2015        | ثقافي | تم بناء كنيسة باناجيا أنجيلوكتيستي في القرن الحادي عشر على أنقاض كنيسة من القرن الخامس، مع إضافة كنائس صغيرة في القرون التالية. تعتبر الكنيسة مهمة في ضوء زخارفها، بما في ذلك فسيفساء الجدار من القرن السادس (الفسيفساء الوحيدة التي تم الحفاظ عليها في قبرص)، بالإضافة إلى اللوحات الجدارية من القرن الحادي عشر ومجموعة من الرموز.                                                                                    |
| مسجد لارنكا الكبير وبحيرة لارنكا المالحة       | Mosque in stone, a minaret and a shrine in front.    | منطقة لارنكا  | 2016        | مختلط | يتكون مجمع البحيرات الما من أربع بحيرات مالحة والأراضي الرطبة المحيطة. المنطقة مهمة خاصة كمحطة توقف وشتاء للطيور المهاجرة. بالإضافة إلى ذلك، تم استغلال البحيرات المالحة للحصول على ملحها من العصر الروماني إلى القرن العشرين. هلا سلطان تكه هو مسجد مهم بناه العثمانيون في القرن التاسع عشر. يقول التقليد الإسلامي أن هذا كان مكان دفن أم حرام بنت ملحان، التي انضمت إلى الغارة العربية على قبرص وتوفيت هناك عام 649. |